# Närkes runinskrifter FBB1978;69
Närkes runinskrifter FBB1978;69 är en vikingatida ristad sten av gråblå kalksten i Glanshammars kyrka, Glanshammars socken och Örebro kommun. Stenen är delvis reliefhuggen. Fragmentet är inmurat i kapellets sydvästra valv.